# Jo Backaert
Jo Backaert (Bressoux, 5 agosto 1921 – 12 giugno 1997) è stato un calciatore belga, di ruolo centrocampista.